# Davide Di Veroli
Davide Di Veroli, né le 18 août 2001 à Rome, est un escrimeur italien. Il est devenu champion d'Europe d'épée en individuel à l'âge de 21 ans.

## Carrière
Il remporte la médaille de bronze en épée par équipes aux Jeux européens de 2023 à Cracovie, qui font office de Championnats d'Europe pour les épreuves par équipes.

## Palmarès
- Championnats du monde
  -  Médaille d'or par équipes aux championnats du monde 2023 à Milan
  -  Médaille d'argent par équipes aux championnats du monde 2022 au Caire
  -  Médaille d'argent individuel aux championnats du monde 2023 à Milan

- Championnats d'Europe
  -  Médaille d'or par équipes aux championnats d'Europe 2022 à Antalya
  -  Médaille d'or en individuel aux championnats d'Europe 2023 à Plovdiv
  -  Médaille d'argent par équipes aux championnats d'Europe 2024 à Bâle
  -  Médaille de bronze par équipes aux Jeux européens 2023 (qui font office de Championnats d'Europe) à Cracovie
  -  Médaille de bronze par équipes aux championnats d'Europe 2025 à Gênes

## Classement en fin de saison
| Année | 2018 | 2019 | 2020 | 2021 | 2022 | 2023 | 2024 |
| ----- | ---- | ---- | ---- | ---- | ---- | ---- | ---- |
| Rang  | 202  | 37   | 82   | 80   | 17   | 1    | 19   |